# Roswell, Nova Mehika
Roswell je mesto, ki leži v okrožju Chaves, ki leži v ameriških zvezni državi Nova Mehika. 
Leta 2000 je naselje imelo 45.293 prebivalcev in 75 km² površine (od tega 0,1 km² vodnih površin).
V sklopu mestu se nahajata New Mexico Military Institute in Roswell International Air Center Airport.
Samo mesto je najbolj znano po incidentu v Roswellu leta 1947, ko je 75 milj severozahodno od mesta strmoglavilo plovilo. Sprva je Letalstvo Kopenske vojske ZDA razglasilo, da je to bil leteči krožnik, a že čez nekaj ur so preklicali prejšnjo obvestilo in objavili, da je strmoglavil vremenski balon.